# Константин Балмонт
Константин Димитријевич Балмонт (рус. Константи́н Дми́триевич Бальмо́нт, 15. јун (3. јун по јулијанском календару) 1867 — 23. децембар 1942) био је руски пјесник симболизма и преводилац који је постао једна од најзначајнијих личности сребрног доба руске поезије.
У дјетињству, образовање је стекао од мајке, која је знала неколико страних језика, а била је одушевљена књижевношћу и позориштем и извршила је снажан утицај на сина. Затим је похађао двије гимназије, из прве је избачен због политичких активности, а другу је завршио. Почео је да студира право на Царском московском универзитету 1886. године, али је избачен 1887. због учешћа у студентским немирима. Почео је да студира на Правном факултету Демидов 1889. године, али га је напустио послије годину дана.
У фебруару 1889. оженио се Ларисом Михаиловном Гарелином, са којом је био несрећан у браку, због чега је, 13. марта 1890. године, покушао самоубиство скочивши са прозора на трећем спрату. Преживио је, али је остао хром и шака за писање му је била повријеђена до краја живота. Женио се још два пута и покушао је други пут самоубиство 1909. године, поново скочивши са прозора.
Писао је поезију и прозу и објављивао је своја дјела широкој публици у царској Русији. Писао је дјела против цара и помагао је радикалне часописе, због чега су двије његове збирке забрањене у Русији. Учествовао је у студентским немирима 1901. када је и писао против цара, због чега му је било забрањено да живи у универзитетским градовима двије године. Године 1905. учествовао је у уличним немирима и рецитовао је на барикадама; спријатељио се са Максимом Горким и давао је допринос радикалним новинама. На крају године, емигрирао је у Француску, гдје је био политички емигрант. У Русију се вратио 1913. након помиловања, а 1920. поново је емигрирао у Француску, због проблема са здрављем жене и ћерке и никада се није вратио у Русију. У егзилу је имао мање сљедбеника. Преводио је дјела писаца на неколико других језика, укључујући дјела Едгара Алана Поа. Сматран је за иновативног пјесника и уживао је у пријатељству са многим колегама руским пјесницима емигрантима. Умро је од упале плућа у Француској 1942. године.
Његова најпознатија дјела су Горуће зграде и Будимо као сунце. Био је номинован за Нобелову награду за књижевност 1923. године.

## Дјетињство и образовање
Константин Балмонт је рођен на имању своје породице, Гумнишчи, у мјесту Шуја (тада Владимирска губернија, сада Ивановска област), као трећи од седам синова руског племића, адвоката и високог државног званичника — Дмитрија Константиновича Балмонта и Вере Николајевне (рођене Лебедеве), која је потицала из војничке породице. Она је знала неколико страних језика, била је одушевљена књижевношћу и позориштем и извршила је снажан утицај на свог сина. Његов отац, Дмитриј Константинович, у младости је стекао диплому права. Прво је радио као судија, али је након пресељења у Шују почео да ради као старјешина земског савјета. Балмонт је научио да чита са пет година и навео је Александра Пушкина, Николаја Некрасова, Алексеја Колцова и Ивана Никитина као своје најраније утицаје. Касније се са великом љубављу сјећао првих десет година свог живота проведених у Гумнишчју и говорио о том мјесту као о „малом царству тихе удобности“.
Године 1876. породица се преселила у Шују, гдје је Вера Николајевна посједовала двоспратну кућу. Са десет година, почео је да похађа локалну гимназију, институцију коју је касније описао као „дом декаденције и капитализма, добар само у загађењу ваздуха и воде.“ Тамо се заинтересовао за француску и њемачку поезију и почео је сам да пише. Мајка је критиковала његове прве двије песме на такав начин да наредних шест година више није покушавао да пише поезијy. У гимназији се укључио у тајни круг (који су формирали ученици и неки наставници) који је штампао и дистрибуирао прогласе Народне воље, револуционарне политичке организације која је спроводила циљана убиства владиних званичника у циљу промовисања реформи у држави. Касније је написао: „био сам срећан и желио сам да сви буду срећни. Чињеница да само мањина, укључујући и мене, има право на такву срећу, дјеловала ми је нечувено.“ На дан 30. јуна 1886. искључен је из шујске гимназије због политичких активности.
Вера Николајевна је сина пребацила у гимназију у Владимиру, гдје је дужност управника преузео професор грчког језика. Крајем 1885. године, дебитовао је као издавач: три његове пјесме су се појавиле у популарном петербуршком часопису Живописное обозрение. Тај догађај (према биографу Виктору Баникову) „није примијетио нико осим његовог ментора — његове мајке“, која му је забранила да било шта даље објављује.
Године 1886. завршио је гимназију коју није волио, о чему је изјавио 1923. године: „то је потпуно уништило мој нервни систем.“ Након гимназије, уписао се на Московски државни универзитет да студира право. Тамо се укључио у групу љевичарских активиста и ухапшен је због учешћа у студентским немирима. Провео је три дана у затвору, након чега је избачен са Универзитета и вратио се кући у Шују. Године 1889. вратио се на Универзитет, али га је убрзо поново напустио након што је доживио нервни слом. Почео је да похађа Правни факултет Демидов у Јарослављу, али га је напустио у септембру 1890. одлучивши да је имао довољно формалног образовања. Године 1911. о студирању је написао: „једноставно нисам могао да се натјерам да студирам право, јер сам тако интензивно живио кроз страсти свог срца.“

## Каријера

### Почеци
У фебруару 1889. оженио се Ларисом Михаиловном Гарелином. Мајка их је упознала, али када је он најавио своју намјеру да се ожени, она је била против брака. Он није хтио да послуша мајку и умјесто тога, прекинуо је односе са породицом због Гарелине. Његова супруга је била склона љубомори. Увијек су се свађали, а она га није подржавала ни у књижевним ни у револуционарним подухватима. Неки истраживачи су истакли да је због ње постао зависник од вина. На дан 13. марта 1890. покушао је самоубиство скочивши са прозора на трећем спрату, због чега је остао хром до краја живота и била му је повријеђена рука за писање. Сматра се да су узроци били то што је био несрећан у браку, као и због материјалног стања; због брака се посвађао са родитељима, који су га лишили финансијске подршке. Непосредни подстицај је била и Кројцерова соната, коју је прочитао прије тога. Година коју је провео опорављајући се од покушаја самоубиства постала је прекретница за њега; написао је да је искусио „изузетну психичку узнемиреност“ и замислио је своју „пјесничку мисију“.
| „                                                     | За дугу годину, када, лежећи у кревету, више нисам очекивао да ћу икада устати, учио сам од предјутарњег цвркута врабаца испред прозора и од мјесечевих зрака који су пролазили кроз прозор у моју собу и од свих корака који су допирали до мог слуха, велика прича живота, спознала је свету неприкосновеност живота. И када сам коначно устао, моја душа је постала слободна, као вјетар у пољу, нико други није имао власт над њом, осим стваралачког сна, а креативност је расцвјетала у раскалашној боји... | ” |
| — Балмонт у аутобиографији Ваздушни пут, Берлин 1923. | |   |

Године 1890. самостално је издао књигу под називом Збирка пјесама, у којој су се нашла и нека дјела објављена 1885. године. У објављивању му је, са својом критиком, помогао Владимир Короленко, који је тада већ био афирмисани писац. Балмонтови другови су послали Короленку писану свеску, а он је дао детаљну и повољну критичку анализу и послао је назад. Похвалио је Балмонтово око за детаље, упозорио га на повремени пад концентрације и савјетовао га да „повјерује оном несвјесном дјелу људске душе који акумулира тренутне утиске.“ Короленко је у писму такође написао: „ако научите да се концентришете и да радите методички, у догледно вријеме, чућемо да сте се развили у нешто сасвим необично.“ Балмонт је био веома импресиониран великодушношћу славног писца и касније је Короленка назвао својим „књижевним кумом“. Ипак, књига се показала као неуспјех. Згрожен тиме, купио је и спалио све преостале копије. Године 1903. написао је: „моја прва књига је, наравно, била потпуни промашај. Људи који су мени драги учинили су овај фијаско својим негативизмом још мање подношљивим“, мислећи на жену, као и на универзитетске пријатеље који су сматрали да је књига „реакционарна“' и презрели су њеног аутора због „издаје идеала друштвене борбе“. Поново му је Короленко притекао у помоћ, написавши Михаилу Албову, једном од уредника часописа Северный вестник, у септембру 1891. године: „јадник је веома стидљив; већа уредничка пажња на његов рад би направила велику разлику.“
У периоду од 1888. до 1891. објавио је неколико пјесама које је превео са њемачког и француског језика. Неко вријеме, ниједан књижевни часопис није показивао интересовање за његов сопствени рад.
Професор Московског универзитета Николај Стороженко, пружио му је битну практичну помоћ, о чему је Балмонт касније написао: „да није било њега, умро бих од глади.“ Професор је прихватио његов есеј о Персију Биш Шелију и у октобру 1892. упознао га је са ауторима часописа Северный вестник, укључујући Николаја Минског, Димитрија Мерешковског и Зинаиду Гипијус, као и са издавачем Козмом Солдатјонковим, који му је наручио да преведе два основна дјела о историји европске књижевности. О тим књигама, које су објављене 1894. и 1895. написао је 1922. године: „храниле су ме три године, омогућавајући ми да испуним све своје пјесничке амбиције.“ Све вријеме је наставио да преводи Шелија и Едгара Алана Поа. Адвокат и филантроп — кнез Александар Урусов, познавалац западноевропске књижевности, финансирао је објављивање двије књиге Едгара Алана Поа, које је превео Балмонт. Савремени руски књижевници, сматрају те преводе примјерима којима се треба водити. Године 1894. упознао је Валерија Брјусова, који је, како је истакао, „импресиониран личношћу младог пјесника и његовом фанатичном страшћу за поезијом“, убрзо постао његов најбољи пријатељ..

### 1893—1899
У децембру 1893. године, послао је писмо Николају Минскоме, у којем му је написао: „упправо сам написао серију сопствених пјесама и планирам да започнем процес објављивања у јануару. Претпостављам да ће моји либерални пријатељи бити огорчени, јер нема много либерализма у овоме, док покварених утицаја има на претек.“ Збирка Под сјеверним небом, изашла је 1894. и означила је почетну тачку у његовој књижевној каријери, док је неколико критичара похвалило оригиналност и свестраност младог аутора. У другој збирци под називом У пространству, која је објављена 1895. године, почео је да експериментише са музичким и ритмичким структурама руског језика. Главни критичари су реаговали хладно, али је руска културна елита тог времена поздравила аутора као надареног иноватора. У то вријеме, упознао је Сергеја Полијакова, руског преводиоца Кнута Хамсуна и утицајног књижевног предузетника, са којим је постао близак пријатељ. Полијаков је 1899. покренуо издавачку кућу Скорпион у Москви. Постао је такође близак пријатељ и са Брјусовим, који је имао формативни утицај на развој његовог пјесничког и критичког гласа. Године 1896. оженио се Екатерином Алексејевном Андрејевом, са којом је отишао у иностранство да путује кроз Западну Европу. Све вријеме се бавио интензивним самообразовањем; научио је неколико језика и постао је стручњак за разне области, као што су шпанска умјетност и кинеска култура. У пролеће 1897. године, Универзитет у Оксфорду га је позвао да чита предавања о руској поезији. О искуству на Оксфорду, написао је писмо критичару Акиму Волинском, у којем је написао: „први пут икада добио сам прилику да живим свој живот потпуно у складу са својим интелектуалним и естетским интересима. Никада се нећу заситити овог богатства умјетности, поезије и филозофског блага.“ Утисци из Европе, били су основа за његову трећу збирку под називом Тишина, коју је објавио 1898. године.

### 1900—1905
Послије двије године непрекидног путовања, настанио се на имању Сергеја Пољакова, да би се концентрисао на свој следећи посао. Крајем 1899. написао је писмо пјесникињи Људмили Вилкиној:
Пишем без престанка. Моја љубав према животу расте и сада желим да живим заувијек. Нећете вјеровати колико сам нових пјесама написао: више од сто! То је лудило, то је фантазија и то је нешто ново. Књига коју ћу објавити биће другачија. То ће подићи многе обрве. Моје схватање стања ствари се потпуно промијенило. Можда звучи смијешно, али рећи ћу вам: сада разумијем како свијет функционише. Много година [ово разумијевање] ће остати са мном, надам се заувијек.
Књига о којој је писао у писму — Горуће зграде, објављена је 1900. године, у издавачкој кући Скорпион и представља збирку иновативних стихова, за коју си критичари истакли да јој је циљ „унутрашње ослобођење и саморазумијевање“. Она је почела да се сматра врхунцем његовог насљеђа. По мишљењу критичара, у њој је Балмонтовљев Ничеански индивидуализам достигао готово религиозне димензије, са стиховима као што су: „О да, ја сам Изабрани, ја сам мудар, ја сам Иницијат / Син Сунца, ја сам пјесник, син разума, ја сам цар.“ У уводу књиге написао је: „треба да будеш немилосрдан према себи. Тек тада можеш нешто да постигнеш“. У збирци је, инспирисан Албатросима и пјесмом Шарла Бодлера —Албатрос, написао пјесму Албатрос, у којој је написао: „О блаженство бити јак, поносан и вјечно слободан!“ Године 1901. послао је копију Лаву Толстоју, написавши у писму: „ова књига је продужени врисак душе ухваћене у процесу распадања. Неко би могао да види ову душу као ниску или ружну. Али ја се нећу одрећи ниједне њене странице све док у себи чувам љубав према ружноћи која је јака колико и моја љубав према хармонији.“ Књига га је учинила најпопуларнијим пјесником у руском симболистичком покрету. Он је увео формалне иновације које су биле широко опонашане у руским стиховима, укључујући мелодијске ритмове, обилне риме и педантно организовање кратких лирских пјесама у наративне пјесме, циклусе и друге јединице композиције. Валериј Брјусов је касније написао: „цијелу деценију је био изузетно присутан у руској поезији. Други су или кротко слиједили или су се болно борили да се ослободе његовог моћног утицаја.“ Године 1900. написао је Јерониму Јасинском: „избацујем једну страницу за другом, журно... Како је нечија душа непредвидива! Још један поглед унутра и видиш нове хоризонте. Осјећам се као да сам ударио у рудник злата. И ако не напустим ову земљу, написаћу књигу која никада неће умријети.“
У марту 1901. године, учествовао је у студентским демонстрацијама на тргу испред Казанске катедрале, чији је главни захтјев био укидање уредбе о упућивању непоузданих студената у војну службу, а насилно су их прекинуле полицијске и козачке јединице. Неколико дана касније, на књижевној приредби у Руској Државној Думи, рецитовао је своју нову пјесму — Мали султан, која је у прикривеној форми критиковала руски режим и цара Николаја , а у којој је написао: „То је било у Турској, гдје је савјест празна, тамо влада песница, бич, јатаган, двије-три нуле, четири ниткова и глупи мали султан.“ Пјесма је ишла из руке у руку, а Владимир Лењин је требало да је објави у часопису . Због Стихова је протјеран из главног града и забрањено му је двије године да живи у универзитетским градовима. Дана 14. марта 1902. отишао је из Русије у Британију, а затим у Француску, гдје је предавао на Руском факултету друштвених наука у Паризу. Тамо је упознао Елену Константиновну Цветковскају, ћерку истакнутог генерала, која му је 1905. године постала трећа супруга. Године 1903. вратио се у Русију, а његова административна ограничења је уклонио министар унутрашњих послова Вјачеслав Плеве. Вративши се у Москву, придружио се Брјусову и Пољакову у оснивању часописа Весы, који је издавала издавачка кућа Скорпион.
Године 1903. објавио је књигу Будимо као сунце. Књига симбола, која је добила велико признање. Александар Блок ју је назвао „јединственом у свом недокучивом богатству“. Исте године, преселио се на обалу Балтичког мора, на територију савремене Естоније, да ради на својој наредној књизи, под називом Само љубав, коју је објавио крајем 1903. године. Епиграф књизи „Молим се за све“, узео је из романа Фјодора Достојевског — Зли дуси. Књига није постигла успјех као претходне двије, али је ипак додата култу Балмонта. Списатељица Надежда Тефи, касније је написала: „Русија је била страсно заљубљена у њега. Младићи су шапутали његове стихове својим најмилијима, ученице су их жврљале да попуне своје свеске.“ Према биографкињи Дарији Макогоненко, угледни пјесници, као што су Мира Лохвицкаја, Валериј Брјусов, Андреј Бели, Вјачеслав Иванов, Максимилијан Волошин и Сергеј Городецки, третирали су га као „генија предодређеног да се уздигне високо изнад свијета тако што ће се потпуно потопити у дубини своје душе.“ Године 1904. објавио је своје сабране списе у прози под називом Планински врхови.
Током 1904. и 1905. Скорпион је објавио двотомни скуп Балмонтових сабраних дјела, а крајем 1904. отпутовао је у Мексико и Калифорнију. Године 1905. објављене су збирке Литургија љепоте и Бајке. У првом дјелу се највише бавио утисцима о Руско-јапанском рату, док је друго дјело била књига за дјецу, коју је написао за ћерку Нину Балмонт. Ниједна збирка није постигла успјех као претходне; многи савременици су то означили као почетак његовог дугог пропадања као пјесника. Након што се вратио са путовања, укључио се у уличне немире 1905. године, рецитујући пјесме на барикадама, а према Јекатерини Андрејевој, носио је пиштољ у џепу гдје год је ишао. Спријатељио се са Максимом Горким, давао је допринос радикалним новинама Новая жизнь и паришким радикалним новинама Красное знамя, које је објављивао Александар Амфитеатров. На дан 31. децембра 1905. побјегао је у Париз да би избјегао хапшење. Његово држање као политичког имигранта било је исмијано у Русији у то вријеме, али годинама касније истраживачи су пронашли доказе да је руска тајна полиција сматрала пјесника „опасним политичким активистом“ и покушала да га шпијунира у иностранству.

### 1906—1917
„Наш цар је Мукден,

наш цар је Цушима,

Наш цар је мрља од крви

Смрад барута и дима

У којем је ум мрачан...

Наш цар је слијепа сиротиња,

Затвор и бич, надлежност, погубљење,

Цар џелат, ниски двапут,

Оно што је обећао, а није смио да да.

Он је кукавица, осјећа да муца

Али биће, чека се час обрачуна.

Ко је почео да влада — Ходинка,

Завршиће — стојећи на одру.”

— Пјесма Наш цар, коју је Балмонт написао за Николаја II.
У наредне двије књиге, сакупио је поезију написану током и након Руске револуције 1905. Инспирисан Волтом Витманом, чија дјела је преводио у то вријеме, свој грађански стих је сакупио у збирци Пјесме 1906. године, али је полиција одмах заплијенила збирку. Збирка Пјесме Осветника, која садржи директне позиве на убиство цара, забрањена је у Русији, а објављена је у Паризу 1906. Исте године је објављена и збирка Зле чари, која је такође забрањена у Русији, због наводних антирелигијских осјећања. Године 1907. објавио је пјесму Наш цар, у којој је критиковао цара Николаја II и назвао га џелатом. Исте године, објавио је руску фолклорно оријентисану збирку Жар птица, након чега је објавио збирке Птице у ваздуху (1908), Зелени Вертоград. Ријечи као пољупци (1909) и Сјај зоре (1912). У збирци Древни позиви (1909), прилагодио је пјесме и натписе из разних античких извора. У периоду од 1907. до 1912. непрекидно је путовао, а своје записе са путовања објавио је у збиркама Змијски цвјетови (1910) и Озирисова земља (1914). И критичари и колеге пјесници, међу којима и Брјусов, видјели су књиге после 1905. као испољавање дубоке стваралачке кризе, које сам пјесник није био свјестан. Владимир Марков је касније истакао да је Зелени Вертоград означио почетак новог успона у Балмонтовој лирској поезији, заснованој на преради фолклорног материјала (углавном, али не искључиво руског поријекла). Збирке есеја о руским и страним ауторима — Бијела муња (1908) и Свијетлеће море (1910), добиле су боље реакције критичара.
Вратио се у Русију тек 1913. године, након што је проглашена амнестија поводом 300-годишњице династије Романов. На жељезничкој станици Брест у Москви уприличен му је свечани јавни скуп. Жандарми су му забранили да се говором обрати публици која га је дочекала; умјесто тога, према тадашњим извјештајима штампе, расуо је свјеже ђурђеве међу гомилу. У част његовог повратка, уприличени су свјечани пријеми у Друштву слободне естетике и Књижевно умјетничком кругу. Године 1914. завршено је издавање комплетне збирке његових пјесама у десет томова, које је трајало седам година. Истовремено је објавио збирку поезије Бијели архитекта. Мистерија четири лампе, у којој је писао о утисцима из Океаније, када је 1912. посјетио Нову Гвинеју, Самоу и Тонгу.
Кад је почео Први свјетски рат, био је у Француској и морао је да направи дуго путовање кроз Уједињено Краљевство, Норвешку и Шведску да би се вратио кући у мају 1915. Године 1916. пропутовао је цијело Царство, држећи читања пред великом публиком, а затим је поново отишао на турнеју, коју је завршио на Блиском истоку, а у мају 1916. накратко је посјетио Јапан, гдје је такође био топло примљен. Током рата, објавио је збирку Јасен. Визија дрвета (1916) и 255 сонета под називом Сонети сунца, меда и мјесеца (1917). Обје књиге су биле топло примљене у јавности, иако их је већина критичара сматрала монотоним и баналним. Такође је компоновао дуже пјесме, укључујући шест гирланди сонета. Стекао је нове пријатеље, укључујући композиторе Александра Скрјабина и Сергеја Прокофјева, са којим је сарађивао на музичким дјелима. Његова књига из 1915. године — Поезија као магија дала је најкохерентнију и утицајну изјаву о његовим теоријским ставовима о поезији, а Марков је истакао његове класичније квалитете „енергије, мушкости, чврстоће и завршетка“.

### 1917—1942
Балмонт је поздравио Фебруарску револуцију и чак се пријавио на конкурс за нову руску химну, али неуспјех Привремене владе и Октобарска револуција су га горко разочарали. Учланио се у Уставотворно-демократску партију и у једном од својих чланака похвалио је Лавра Корнилова. Осудио је доктрину диктатуре пролетаријата као деструктивну и потискујућу. Ипак, у свом есеју под називом Да ли сам револуционар или нисам?, тврдио је да пјесник треба да се држи подаље од политичких партија и да задржи „своју индивидуалну путању која је више слична путањи комете него планете“.
У периоду од 1918. до 1920. живио је у Петрограду са Еленом Цветковскајом и њиховом ћерком Миром, а истовремено је морао да издржава и Андрејеву и њихову ћерку Нину у Москви. Склопио је пријатељство са Марином Цветајевом, још једном пјесникињом на ивици физичког колапса. Пошто је био приморан да издржава двије породице, био је у сиромаштву, дијелом и због неспремности на компромис са новом владом коју су предводили бољшевици. Када му је неко на једном књижевном предавању дао поруку са питањем зашто не објављује своја дјела, он је одговорио: „нећу... Не могу да штампам од оних који имају крв на рукама.“ Године 1920. Анатолиј Луначарски, на позив Јургиса Балтрушајтиса, тадашњег шефа литванске дипломатске мисије у Москви, дао је Балмонту дозволу да напусти земљу. Борис Зајцев је касније изјавио да је оно што је Балтрушајтис урадио заправо спасавање Балмонтовог живота. Према ријечима Сергеја Литовцева (руског критичара који је живео у имиграцији), на једном од тајних састанака Чеке расправљало се о Балмонтовој судбини. Литовцев је изјавио: „само се десило да су они који су тражили да буде стријељан у то вријеме били у мањини.“ Балмонт и његова породица су 25. маја 1920. године заувијек напустили Русију. Чим је стигао у Ревал, почеле су да круже гласине да је почео да прави анти-совјетске јавне изјаве, које су довеле до отказивања путовања других писаца из Совјетске Русије. Балмонт је негирао ове гласине, за које није било доказа који би их подржали, али до 1921. редовно је објављивао запаљиве чланке против совјетске владе у емигрантској штампи.
У Паризу, са породицом се настанио у малом намјештеном стану. Надежда Тефи је касније написала: „прозор у трпезарији је увијек био закачен дебелом смеђом завјесом, јер је пјесник разбио стакло. Уметање новог стакла није имало смисла — могло би се лако поново разбити. Стога је соба увијек била мрачна и хладна. Ужасан стан. Нема стакла, а дува.“ Радикални руски емигранти су схватили његов сигуран и лак одлазак из Русије као знак да је симпатизер комуниста, због чега није био популаран у Паризу. Луначарски је својим извињавајућим чланком увјерио домаћу јавност да Балмонтов став ни на који начин није антибољшевички, али га је бољшевичка штампа оптужила за „издајништво“, наводећи да је послат на Запад у мисији прикупљања револуционарне поезије обичних људи и да је злоупотријебио повјерење совјетске власти. Осуђујући репресије у Русији, Балмонт је био критичан и према свом новом окружењу, говорећи о многим стварима које су га ужасавале на Западу. Оно што га је највише мучило била је његова чежња за Русијом. Јуриј Терапијано је касније написао: „ниједан други руски пјесник у егзилу није тако болно патио због одвајања од својих коријена.“ За Балмонта је његово европско искуство било као „живот међу ванземаљцима“, а у писму Андрејевој у децембру 1921. написао је: „празнина, празнина свуда. Нема ни трага духовности овдје у Европи.“
Године 1921. преселио се из Париза у провинције гдје је са породицом изнајмио куће у Бретањи, Вандеји, Бордоу и Жиронди. Крајем 1920-их, његова критика како Совјетске Русије, тако и онога што је он видио као равнодушност љевичарске западне књижевне елите према невољи руског народа, постала је све израженија. О признавању легитимитета совјетској влади од стране Уједињеног Краљевства написао је: „признање од стране Енглеске, наоружане банде међународних лопова који су уз помоћ Њемаца преузели власт у Санкт Петербургу и Москви, ослабљеној усљед нашег војног пораза, био је смртни ударац за све поштено што је остало послије монструозног рата у Европи.“ За разлику од свог конзервативног пријатеља Ивана Шмељова, Балмонт је био либерал: мрзио је фашизам и десничарске националистичке идеје. Све вријеме се клонио руских социјалиста (попут Александра Керенског и Иље Фондаминског) и изражавао је ужас над оним што је видио као општу очараност Француске социјализмом. Азадовски је истакао да су његови ставови по много чему били слични ставовима Ивана Буњина, да се њих двојица нису вољели, али да су више пута говорили у један глас.
У емиграцији, објавио је неколико књига поезије, укључујући Дар земљи, Свијетли час (1921), Марево (1922), Од мене до ње. Пјесме Русије (1923), Изнад протегнутог хоризонта (1929), Сјеверно свијетло (1933), Плава потковица и Светослужење (1937). Објавио је и неколико аутобиографија и мемоара: Под новим српом, Ваздушни пут (1923) и Гдје је мој дом? (1924). Његову поезију у емиграцији критиковао је Владимир Набоков, који је његов стих назвао невјероватним и нетачним. Нина Берберова је истакла да је Балмонт исцрпио своју музу док је био у Русији и да ниједан његов каснији рад није вриједан пажње. Савремени руски критичари су повољније цијенили последње његове књиге, видећи их као приступачније и проницљивије, иако мање блиставе од његовог најпознатијег дјела. Пјесник и биограф Николај Баников назвао је пјесме Борови у динама и Руски језик „малим ремек дјелима“. Од средине 1920-их, окренуо се ка источној Европи, путујући у центре руске емиграције у Литванији, Пољској, Чехословачкој и Бугарској, преводећи поезију са њихових језика и прилагођавајући њихов фолклор у сопственом оригиналном дјелу. Године 1923. био је номинован за Нобелову награду за књижевност, али је добио Вилијам Батлер Јејтс.
Почетком 1930-их, пошто је финансијска подршка чешке и југословенске владе престала, Балмонт, који је морао да издржава три жене, запао је у сиромаштво. Иван Шмељов је пружио моралну подршку, а професор Владимир Зилер финансијску помоћ. У априлу 1936. група руских писаца и музичара у иностранству прославила је 50. годишњицу Балмонтове књижевне каријере приредивши добротворну акцију; међу организаторима и сарадницима били су Шмељов, Буњин, Зајцев, Сергеј Рахмањинов и Марк Алданов. У то вријеме, пао је у „стање сумрака“; дошао је у Париз, али тешком муком. У тренуцима просвјетљења, када се душевна болест повлачила, према сјећању оних који су га познавали, са осјећањем среће је отварао том Рата и мира или је поново читао своје старе књиге; дуго није могао да пише.
Умро је 23. децембра 1942. у склоништу за руске емигранте, Руском дому, због компликација насталих од упале плућа. Сахрањен је на католичком гробљу у Ноази ле Грану, са четири ријечи уклесане на његовој сивој гробници: „Константин Балмонт, руски пјесник“. Међу неколико људи који су дошли на сахрану били су његова ћерка Мира, Зајцев и удовица Јургиса Балтрушајтиса.

## Личност
Константин Балмонт је на различите начине окарактерисан као театралан, претенциозан, несталан и егоистичан. Борис Зајцев, исмијавајући добродушно испразне ексцентричности свог најбољег пријатеља, истицао је да се сјећа епизода када је Балмонт, према његовим ријечима, „могао да буде сасвим друга особа: веома тужан и веома једноставан.“ Андреј Бели је говорио о Балмонту као о усамљеном и рањивом човјеку, који је потпуно изгубио додир са стварним свијетом. Истакао је да му је недосљедност кварила и креативност, изјавивши: „он није успио да повеже и усклади она богатства која му је дала природа, бесциљно трошећи своја духовна блага.“
Надежда Тефи је написала: „Балмонт је био позер и разлози за то су били очигледни. Увијек у друштву вјерника, покушавао је да се понаша онако како је сматрао да доликује великом пјеснику... Смијех га је издао... Баш као дијете, увијек га је покретао тренутни импулс.“ Валериј Брјусов је написао: „он живи своју свакодневицу као пјесник, покушавајући да открије пуно богатство сваког тренутка. Зато о њему не треба судити по заједничким критеријумима.“
Пјотр Перцов, који га је познавао од тинејџерских година, окарактерисао га је као „веома финог, пријатељског и обазривог младића“. Марина Цветајева је изјавила: „он је врста човјека који би некоме у невољи дао последње парче хљеба, последњи балван дрвета.“ Марк Талов, совјетски преводилац који се 1920-их нашао без новца у Паризу, изјавио је да је често, након што би напустио Балмонтову кућу, нашао новац у џепу; Балмонт, који је и сам био веома сиромашан, више је волио овај анонимни начин помоћи да не би збунио посјетиоца.
Без обзира на боемске навике, многи су истакли да је био вриједан радник, вјешт и плодан. Многи су га сматрали ексцентричним, а неко рационалним и логичним. Издавач Сергеј Сабашњиков, истакао је да га памти као прецизног, тачног, педантичног и никад аљкавог, изјавивши: „таква тачност је учинила Балмонта веома радо виђеним клијентом.“.

## Поријекло
Опште је прихваћено да је његов отац — Дмитриј Константинович Балмонт, потицао из племићке породице, која је, према породичном предању, имала скандинавске, а према неким изворима, шкотске коријене. У својој краткој аутобиографији из 1903. године, написао је:
Према нашој породичној легенди, моји преци су били поморци, било Шкоти или Скандинавци, који су дошли у Русију и тамо се настанили. Отац мог оца био је морнарички официр и херој Турског рата, кога је цар Николај Први хвалио за храброст. Преци моје мајке су били Татари, а први у низу је био принц Бијели Лабуд из Златне Хорде. Отуда су произашле двије њене карактеристичне особине: непослушност и бурност, које сам наслиједио.
Према Мемоарима Јекатерине Андрејеве, Балмонтов прадједа по оцу — Иван Андрејевич Баламут, био је земљопосједник у Херсону, у Јужној Украјини, који је служио као коњички наредник у пуку царске гарде Катарине Велике. Андрејева је истакла да је видјела доказ за то у оригиналном документу писаном на пергаменту који се чува у породичној архиви.
Дмитриј Константинович, Вера Николајевна и сви њихови рођаци изговарали су презиме као Балмонт. Пјесник је промијенио његов изговор у Бал'мон, наводећи као разлог „хировитост извјесне жене“.

## Приватни живот
Године 1889, игноришући мајчина упозорења, оженио се Ларисом Михајловном Гарелином, ћерком власника фабрике из Шује, која је описана као „неурастеничарка која је дала пјеснику љубав истински демонске природе“. То је прво довело до прекида његових веза са породицом 1889. године, а затим до покушаја самоубиства 13. марта 1890. године. Први њихов син умро је у дјетињству, док је други — Николај, патио од душевне болести. Касније су неки критичари истицали да се Лариса Гарелина непотребно демонизује, указујући на чињеницу да се годинама касније удала за познатог руског новинара и историчара књижевности Николаја Енгелгарда и са њим уживала у нормалном породичном животу. Њихова ћерка Ана Енгелгард постала је друга жена пјесника Николаја Гумиљова.
Дана 27. септембра 1896. оженио се Јекатерином Алексејевном Андрејевом, образованом женом која је потицала из богате трговачке породице и била је у сродству са познатим московским издавачима — Сабашњиковима. Они су имали много тога заједничког; формирали су тандем преводилаца и заједно радили на дјелима Герхарта Хауптмана и Оскара Вајлда. Андрејева, која је била жена снажног духа, била је водећа снага у породици, а Борис Зајцев је истакао да је у њеним снажним, здравим и љубазним рукама, Балмонт водио дисциплинован, раднички живот. Године 1901. рођена им је ћерка Нина Балмонт (Бруни у браку, умрла у Москви 1989.)
Почетком 1900-их, док је био у Паризу, упознао је Јелену Константиновну Цветковску, ћерку генерала К. Г. Цветковског, студента математике на Универзитету у Паризу и пјесниковог ватреног обожаваоца. Балмонт, као што су нека од његових писама сугерисала, није био заљубљен у њу, али се убрзо нашао на много начина зависан од дјевојке која се показала као одан пријатељ. Његов породични живот се закомпликовао 1907. године када је Цветковска родила ћерку Миру, којој је њен отац дао име у сјећање на пјесникињу Миру Локхвицкају, која је умрла 1905. године и са којом је имао страствене платонске односе. Развучен између двије породице, 1909. године, по други пут је покушао самоубиство скочивши кроз прозор и поново је преживио. До 1917. живео је у Санкт Петербургу са Цветковском и Миром, повремено посјећујући Андрејеву и Нину у Москви. Након што се преселио у Француску, наставио је да се дописује са Андрејевом све до 1934.
Према Надежди Тефи, Балмонт и Цветковска су комуницирали на бизарно претенциозан начин. Написала је: „она га је увијек звала ‚пјесник‘, никад ‚мој муж‘. Једноставна фраза попут ‚Мој муж тражи пиће‘ у њиховом посебном начину комуницирања, претворила би се у нешто попут: ‚пјесник је вољан да утоли своју жеђ‘. За разлику од Андрејеве, Јелена Цветковска је била беспомоћна у породичном животу и није имала никакав утицај на Балмонта.
Од 1919. био је романтично повезан са Дагмар Шаховскајом (рођена фон Лилијенфелд), која га је пратила у Француску 1921. Живјели су раздвојени осим накратко, иако му је Дагмар родила двоје дјеце: Жоржа (1922) и Светлану (1925). Балмонт јој је слао писма или разгледнице скоро свакодневно; укупно их је сачувано 858, углавном од 1920. до 1924. Ипак, Елена Цветковска је остала са њим до његове смрти, а она је умрла 1943. године, годину дана након мужа. Мира Балмонт (у првом браку Бојченко, у другом Ајутина), била је објављивана пјесникиња, која је користила псеудоним Аглаја Гамајун. Умрла је у Паризу 1970. године.

## Креативност
Балмонт је постао први представник симболизма у поезији, који је добио сверуску славу. Многи критичари су истакли да његов рад није био у цјелини чисто симболистички, нити је он био „декадент“ у пуном смислу те ријечи. Стахова је изјавио: „декаденција је за њега служила не само и не толико као облик естетског става према животу, већ као згодна шкољка за стварање слике творца нове умјтности.“ Његове прве збирке, са обиљем декадентно-симболистичких знакова у њима, књижевни критичари су приписали импресионизму, правцу у умјетности који је имао за циљ да пренесе пролазне, несталне утиске. Бањиков је изјавио да су то биле чисто романтичне пјесме, као да се супротстављају небу и земљи, позивају у далеко, неземаљско, засићене мотивима који су сагласни са дјелима Алексеја Николајевича Плешчејева или Семјона Јаковљевича Надсона. Истакнуто је да је у његовим почетним пјесмама доминирало расположење туге и бескућништва, а сам Балмонт је изјавио да је његово дјело почело „тугом, депресијом и сумраком“, „под сјеверним небом“. Према Артемију Измајлову, лирски јунак Балмонтових почетних дјела је „кротак и скроман младић, прожет најдобронамјернијим и најумјеренијим осјећањима“.
Збирке У пространству (1895) и Тишина. Лирске пјесме (1898), према мишљењу критичара, обиљежила је активна потрага за „новим простором, новом слободом“. Стахова је истакао да су главне идеје за те збирке биле идеје о пролазности бића и промјенљивости свијета, као и да је све више пажње посвећивао техници стиха, показујући страст према звучном писању и музикалности. Симболика је у његовом схватању била средство тражења „нових комбинација мисли, боја и звукова“, метода да „од звукова, слогова и ријечи свог завичајног говора изгради драгу капелу, гдје је све пуно дубоког смисла и продорности“. У књизи Планински врхови, написао је: „симболична поезија говори својим посебним језиком, а овај језик је богат интонацијама, попут музике и сликарства, узбуђује сложено расположење у души, више од било које друге поезије, дотиче наше звучне и визуелне утиске.“ Он је дјелио и идеју, која је била дио општег система симболистичких погледа, да се звучној материји ријечи даје високо значење; као и свака материјалност, „представља из духовне супстанце“.
Присуство нових, „ничеанских“ мотива и хероја (као што су „спонтани геније“, „за разлику од личности“, отргнути „преко граница“ па чак и „изван истине и лажи“), критичари су примијетили у збирци Тишина. Сматра се да је Тишина најбоља од његове прве три књиге. Урусов му је написао 1898. године: „чинило ми се да колекција носи отисак све снажнијег стила. Ваш сопствени, Балмонтов стил и боју.“ Утисци са путовања 1896. и 1897. године, која су заузела значајно мјесто у књизи (у пјесмама Мртви бродови, Акорди, Пред Ел Грековом сликом, У Оксфорду, У околини Мадрида, Шелију), нису били само описи, већ су изражавали жељу да се навикне на дух туђе или прошле цивилизације, стране земље, да се идентификује „било са почетником Брахме или са неким свјештеником из земље Астека“; написао је: „стапам се са свима сваког тренутка. пјесник је елемент. Воли да узима најразличитија лица, а у сваком је идентичан себи. Он се с љубављу држи свега и све улази у његову душу, као што сунце, влага и ваздух улазе у биљку. Пјесник је отворен према свијету.“
На прелазу вјекова, општи тон Балмонтове поезије драматично се промијенио: нестала су расположења малодушности и безнађа, док су се појавили стихови у јарким бојама, сликовитости, испуњени „безумном радошћу, притиском насилних сила“. Почев од 1900. „елегични“ јунак у пјесмама се претворио у своју супротност — активну личност, „готово са оргијастичком страшћу која у овом свијету афирмише тежњу ка Сунцу, ватри, свјетлости“; посебно мјесто у његовој хијерархији слика заузимала је Ватра као манифестација космичких сила. Пошто је неко вријеме био предводник нове поезије, својевољно је формулисао њене принципе, изјавивши: „ пјеснике симболисте напухују дахови који долазе из царства оностраног. Они, рекреирајући материјалност својом комплексном упечатљивошћу, владају свијетом и проничу у његове мистерије.“
Збирке Горуће зграде (1900) и Будимо као сунце (1902), као и књига Само љубав (1903), сматрају се најбољим његовим дјелима. Истраживачи су истакли да се примјећује присуство пророчких биљешки, у вези са сликом „запаљених зграда” као симболом „узбуне у ваздуху, знака импулса, покрета”. Главни мотиви су били „сунчаност“, жеља за сталним обнављањем, жеђ да се „заустави тренутак. Александар Блок је написао: „када слушате Балмонта, увијек слушате прољеће.“ Николај Богомолов је истакао да је суштински нови фактор у руској поезији била Балмонтова еротика. Пјесме Предала се без прекора... и Хоћу да будем смјела..., постале су његова најпопуларнија дјела;, са поруком: „ако не вољети, онда, у сваком случају, писати о љубави у новом духу.“ Сматрајући га лидером симболизма, истраживачи су написали да је усвојио маску елементарног генија, егоцентризам, достизање нарцизма с једне стране, као и вјечно обожавање сунца, вјерност сну, потрагу за љепотом и савршенством с друге стране, дозвољавају да се о њему говори као о неоромантичком пјеснику. Након збирке Горуће зграде, и критичари и читаоци су почели да га доживљавају као иноватора који је отворио нове могућности за руски стих, проширујући његову фигуративност. Многи су указали на шокантну компоненту његовог рада: готово помахнитале изразе одлучности и енергије и жудњу за употребом „ријечи бодежа“. Урусов је назвао Горуће зграде „психијатријским документом“. Аничков је његове програмске збирке сматрао „моралним, умјетничким и једноставно физичким ослобађањем од некадашње жалосне школе руске поезије, која је поезију везивала за невоље домаће јавности“. Нагорски је написао: „поносни оптимизам, животно потврђујући патос Балмонтове лирике, жељу за слободом од окова које намеће друштво и повратак основним принципима бића, читаоци доживљавају не само као естетски феномен, већ као нови поглед на свијет.“
Бајке (1905), збирка дјечијих бајковитих пјесама, посвећена ћерки Нини, добила је високе оцјене савременика. Валериј Брјусов је написао: „у Бајкама, прољеће Балмонтове креативности поново куца чистом, кристалном, мелодичном струјом. У тим дјечјим пјесмама оживјело је све оно што је највредније у његовој поезији, оно што јој је дато као небески дар, у чему је њена најбоља вјечна слава. То су њежне, прозрачне пјесме које стварају своју музику. Они су као сребрна звоњава замишљених звона, уског дна, разнобојна на прашнику испод прозора.“
Међу најбољим страним пјесмама, критичари су истакли циклус пјесама о Египту — Угасли вулкани; Сјећања на вечер у Амстердам, коју је издвојио Максим Горки; Тихо, о острвима у Тихом океану, као и Исланд, коју је Брјусов веома цијенио. О његовим збиркама о страним земљама, Стахова је написао: „у сталној потрази за новим комбинацијама мисли, боја и звукова и одобравањем упечатљивих слика, пјесник је вјеровао да ствара лирику савремене душе, душу која има много лица.“ Преносећи јунаке у времену и простору, кроз многе епохе, афирмисао је слику „спонтаног генија”, „супермена“ у пјесми Албатрос, са стиховима: „О блаженство бити јак, поносан и вјечно слободан!“
Једно од темељних начела његове филозофије у годинама стваралачког врхунца, била је афирмација једнакости узвишеног и ниског, лијепог и ружног, карактеристичног за декадентни поглед на свијет у цјелини. Значајно мјесто у његовом стваралаштву заузела је стварност савјести, у којој се одиграо својеврсни рат против интегритета, поларизација супротстављених сила, њихово оправдање, што је приказао у стиховима: „Цијели свијет мора да се оправда / Тако да један може живјети!..“, „Али ја волим неурачунљиво, и сласт, и срамоту. / И мочварни простор, и узвишење планина“. У својим пјесмама се дивио шкорпиону са његовим „поносом и жељом за слободом“, благословом богаља, „кривим кактусима“, као и „изгнаним рођењима змија и гуштера“. Осим тога, искреност његовог „демонизма”, израженог у демонстративном потчињавању елементима страсти, није доведен у питање. Према његовом мишљењу, пјесник је „надахнути полубог”, „геније мелодичног сна”.
Његово пјесничко стваралаштво било је спонтано и подложно осјећају у тренутку. У пјесми Како пишем пјесме, истакао је да никада не уређује и не исправља стихове, написавши: „одакле, колико, ни сам не знам, али ја не размишљам о стиху и, заиста, никад не компонујем.“ Сматрао је да је први импулс најисправнији, али је писао непрекидно и  много. Он је сматрао да само тренутак, увијек један једини, открива истину, омогућава да се види далеко у даљини, што је истакао у пјесми Не знам мудрости, са стиховима: „Не знам мудрости доличне другима, / У стихове стављам само пролазности. / У сваку пролазност видим свјетове, / пуне промјенљиве дугине игре". О томе је говорила и његова супруга Андрејева, која је написала: „он је живио у тренутку и био је задовољан њиме, не стидећи се шарених промјена тренутака, само да их изрази потпуније и љепше. Или је пјевао Зло, па Добро, па се приклонио паганству, па се клањао пред хришћанством“. Испричала је како је једног дана, примијетивши са прозора стана колица сијена која возе низ улицу, одмах написао пјесму У пријестоници; како је одједном звук кишних капи које падају са крова у њему изнедрио завршене строфе самокарактеризације у књизи Под сјеверним небом, са стиховима: „Ја сам облак, ја сам дашак повјетарца“.
Многи су сматрали да је техника мелодијског понављања коју је он развио неуобичајено ефикасна, као у пјесми Сањао сам да ухватим одлазеће сјенке..., са стиховима: „Сањао сам да хватам одлазеће сјенке. / Одлазеће сјенке блиједећег дана. / Попео сам се на кулу, а степенице су дрхтале, / И степенице су дрхтале под мојим стопалом.” Бањиков је истакао да је Балмонт умио да понови једну ријеч тако да се у њој пробуди опчињавајућа моћ, као у пјесми Као Шпанац, са стиховима: „Али чак и у часу прије поспаности, између стијена поново рођених / виђећу сунце, сунце, сунце је црвено као крв.“ Критичари сматрају да је он развио сопствени стил шареног епитета, увео у широку употребу именице као што су „свијетла“, „сумрак“, „дим“, „без дна“, „пролазност“, а затим је, пратећи традиције Жуковског, Пушкина и Гнедича, експериментисао са спајањем појединачних епитета у вишечлане, као што су: „радосно-проширене ријеке“, „сваки поглед им је прорачунат-истинит“, „дрвеће тако суморно-чудно ћути“. Нису сви прихватили те иновације, али је Инокентије Аненски, приговарајући његовим критичарима, написао: „његова префињеност је далеко од претенциозности. Риједак пјесник тако слободно и лако рјешава најсложеније ритмичке проблеме и избјегавајући баналност, стран је извјештачености, као што је Балмонт подједнако стран и провинцијализму и Фетовој њемачкој безстилности.“ По мишљењу критичара, он је „из обамрлости једниних облика“ извео читав низ апстракција, које су у његовој интерпретацији „засвијетлеле и постале прозрачније“.
Сви су као несумњиву заслугу његових пјесама истакли ријетку музикалност која је звучала у оштром контрасту са „анемичном часописном поезијом“ с краја претходног вијека. Аненски је истакао да он својим стиховима пред читаоцем поново открива љепоту и самовриједност ријечи и њену „музичку моћ“, као и да је он у великој мјери одговарао моту који је заговарао Пол Верлен: „Музика прије свега“. Валериј Брјусов, који је првих година био под јаким Балмонтовим утицајем, писао је да је Балмонт заволио све љубитеље поезије „својим звучним и мелодичним стихом“, као и да му није било равних у умјетности стиха у руској књижевности. О свом доприносу књижевности тог периода, Балмонт је написао: „смирено сам убијеђен да прије мене, уопште, у Русији нису знали да пишу звучне пјесме.“
Уз заслуге, његови савремени критичари истакли су и многе недостатке у његовом раду. Јулу Ајхенвалд је његов рад назвао неуједначеним, написавши: „Балмонтов рад је крајње неуједначен. Уз пјесме које плијене музичком гипкошћу своје величине, богатством психолошког распона, од најфинијих нијанси до страствене енергије, храброшћу и свјежином идејног садржаја, у њему често налазите такве строфе које су вербосне и непријатно бучне, чак и дисонантне, које су далеко од поезије и откривају продоре и неуспјехе у рационалној, реторичкој прози. У његовим књигама, уопште, има много сувишних, превише ријечи; потребно је од њих направити избор, инспирисати аутора правилима естетске економичности; да није био тако екстравагантан и тако гостољубив према себи, било би много боље и за нас и за њега; скраћени Балмонт би јасније показао своје високе заслуге.“ Дмитриј Мирски је написао: „већина онога што је написао може се безбједно одбацити као непотребно, укључујући све пјесме послије 1905. године и сву прозу без изузетка — најмучнију, најпомпезнију и бесмислену у руској књижевности. Иако је по звуку Балмонт заиста надмашио све руске пјеснике, одликује га и потпуни недостатак осјећаја за руски језик, што се, очигледно, објашњава западњачком природом његове поезије. Његове пјесме звуче страно. Чак и оне најбоље звуче као преводи.“
Критичари су истакли да је његова поезија, која је изграђена на спектакуларним вербалним и музичким сазвучјима, добро пренијела атмосферу и расположење, али су истовремено страдали цртеж, пластичност слика, док су обриси приказаног предмета били магловити и мутни. Истакнуто је да је новина пјесничких средстава, којом се он поносио, само релативна. Брјусов је 1912. године написао: „Балмонтов стих је стих наше прошлости, побољшан, рафиниран, али, у суштини, исти.“ Декларисану жељу да се навикне на дух стране или минуле цивилизације, туђе земље, неки критичари су тумачили као претензију на универзалност. Сматрали су се да је то посљедица недостатка „једног стваралачког језгра у души, недостатка интегритета, који су претрпјели многи симболисти“. Андреј Бели је писао о „ситничавости његове смјелости”, „ружноћи његове слободе”, склоности да „трајно лаже самог себе, што је постало истина за његову душу”. Касније је Владимир Мајаковски назвао Балмонта и Игора Северјанина „произвођачима меласе“.

### Инокентије Аненски о Балмонту
Његова пркосна нарцистичка откровења шокирала су књижевну заједницу; оптужен је за бахатост и нарцизам. Међу онима који су се заузели за њега био је и један од идеолога симболизма — Инокентије Аненски, који је, посебно у вези са једном од најегоцентричнијих пјесама — Ја сам софистицираност руског спорог говора..., са стиховима: „Ја сам изненадан прекид / Ја сам гром који свира / Ја сам бистар поток / Ја сам за све и никог“, критиковао оне који су га оптужили за нарцисоидност и пристрасност, изјавивши: „то може да изгледа као обмана величине само оним људима који не желе да виде овај облик безумља иза баналности романтичарских формула.“ Аненски је истакао да „ја“ у стиховима Балмонта није лично и није колективно, већ првенствено наше ја, само Балмонтово свјесно и изражено.“ Изјавио је: „стих није пјесникова творевина, не припада ни пјеснику, ако хоћете. Стих је неодвојив од лирског сопства, он је његова веза са свијетом, његово мјесто у природи; можда његово оправдање. Нови стих је снажан у љубави према себи и према другима, а нарцизам се овде појављује као да замјењује пјесников класични понос својим заслугама.“ Аненски је истакао је да и Балмонт живи, поред снаге своје естетске љубави, од два апсурда — апсурда интегритета и апсурда оправдања, наводећи као примјер пјесму Далеки вољени, са стиховима „Ваше резоновање је страно мени: „Христос“, „Антихрист“, „Ђаво“, „Бог“, за коју је написао: „у овим Балмонтовим стиховима, као и у неким другим, постоји полемичност, која сама по себи разграђује цјеловитост опажаја.“
Према Аненском, Балмонт је био један од првих у руској поезији који је започео проучавање мрачног свијета несвјесног, на шта је у претходном вијеку први указао „велики визионар“ — Едгар Алан По. На уобичајени приговор који су му критичари упућивали у вези са „неморалношћу“ његовог лирског хероја, Аненски је изјавио: „Балмонт жели да буде и храбар и дрзак, да мрзи, диви се злочину, комбинује џелата са жртвом, јер њежност и женственост — то су основна и, да тако кажем, одређујућа својства његове поезије.“ Он је истакао да су та својства објаснила критичарима и свеобухватност његовог погледа на свијет, изјавивши: „Балмонтова поезија има све што пожелите: и руску традицију и Бодлера и кинеску теологију и фламански пејзаж у Роденбаховом освјетљењу и Рибеиру и Упанишаде и Агура-Мазду и шкотску сагу и народну психологију, Ничеа и Ничеизам. А притом, пјесник увијек живи свим срцем у ономе што пише, у шта је у садашњем тренутку његов стих заљубљен, једнако вјеран ничему.“.

### Креативност у периоду 1905—1909
Предреволуционарни период његовог рада завршен је издавањем збирке Литургија љепоте. Елементарне химне (1905), чији су главни мотиви били изазов и пријекор модерности, „проклетство људи“ који су, по његовом мишљењу, отпали „од темељних начела бића“, природе и сунца, који су изгубили првобитни интегритет, као што је написао у пјесми Проклети народ, са стиховима: „Поцијепали смо, расцијепили живо јединство свих елемената“; „Људи су одљубили Сунце, морамо их вратити Сунцу“. Његове пјесме у периоду од 1905. до 1907. године, представљене су у двије збирке које су забрањене у Русији: Пјесме (1906) и Пјесме Осветника (Париз, 1907), у којима је осудио „звијер аутократије“, „бласфемијско-културну“ малу буржоазију, величао „свјесне храбре раднике” и уопште одликовао екстремним радикализмом. Савремени пјесници, као и касније истраживачи стваралаштва, нису много цијенили „политички период“ у Балмонтовом стваралаштву. Валериј Брјусов је написао: „у каквом несрећном часу Балмонту је пало на памет да би могао да буде пјевач друштвених и политичких односа, грађански пјевач модерне Русије!.. Књига од три копејке коју је издало Удружење Знање оставља болан утисак. Нема овдје поезије ни за паре.“
Према мишљењу критичара, у његовом стваралаштву јавила се и национална тема, откривајући се из посебног угла: он је открио „епску” Русију, чије је легенде и приче настојао да промијени на свој, модеран начин. Његова фасцинација словенском старином огледала се у збирци Зле чини (1906), у књигама Жар птица. Лула Словена (1907) и Зелени хелиодром. Ријечи љубљења (1909), гдје су представљене поетски обрађене фолклорне приче и текстови, укључујући секташке пјесме, заносне чаролије и распеће Христово, у коме се, са његове тачке гледишта, огледа „народна памет”, као и збирка Зови старине, са узорцима „примарног стваралаштва“ несловенских народа, обредне магије и свјештеничке поезије. Његови фолклорни експерименти, у којима је преузео епске и народне приче да обликује на декадентан начин, наишли су на генерално негативну реакцију критичара, оцијењени су као „очигледно неуспјеле и лажне стилизације које подсјећају на играчки неоруски стил” у сликарству и архитектури тог времена. Александар Блок је 1905. писао о „претјераној зачињености“ Балмонтових пјесама, док је Брјусов истицао да су Балмонтови епски јунаци „смијешни и јадни“ у „декадентском капуту“. Блок је о његовим новим пјесмама написао 1909. године: „ово је скоро искључиво смијешна глупост... У најбољем случају, изгледа као нека глупост у којој, уз велики труд, можете ухватити (или измислити) климаво лирско значење... постоји дивни руски пјесник Балмонт, а новог пјесника Балмонта више нема.“
Критичари су у збиркама Птице у ваздуху. Мелодичне линије (1908) и Округли плес времена. Публицитет (1909), истакли уједначеност тема, слика и техника; замјерили су му што је остао заточеник старих, симболистичких канона. Такозвани „балмонтизми“ („сунчани“, „љубећи се“, „бујни“) у новој културној и друштвеној атмосфери изазвали су збуњеност и иритацију, а касније су истакли да је његово објективно стваралаштво опадало и изгубило значај који је имало почетком вијека.

### Креативност у остатку каријере
Његов рад у периоду од 1910. до 1914. обиљежен је утисцима са бројних и дугих путовања, посебно у Египат, као и на острва Океаније, гдје је, како су критичари истакли, вјероватно пронашао срећне људе, који нису изгубили своју непосредност и „чистоту“. Он је дуго популаризовао усмене традиције, приче и легенде народа Океаније на руском језику, посебно у збирци Бијели архитекта. Мистерија четири лампе (1914). Током тог периода, критичари су углавном писали о његовом стваралачком „заласку сунца“; фактор новине Балмонтовог стила је престао да дјелује, а техника је остала иста и по многима се поново родила у печат. Књиге Сјај зоре (1912) и Пепео. Визија дрвета (1916) су оцијенили као нешто солидније и углађеније, док су истакли и „заморну монотонију, летаргију, баналну љепоту, као знак цијеле Балмонтове позне лирике.
Његова креативност у егзилу добила је различите критике. Његови савременици су тај период сматрали декадентним; Владимир Нобоков је написао: „... нескладан нам се чини онај Балмонтов стих, који је преварио новом милозвучношћу.“ Каснији истраживачи су истакли да је у књигама објављеним после 1917. показао и нове, јаке стране свог талента. Николај Бањиков је написао: „Балмонтове касније пјесме су голе, једноставније, хуманије и приступачније од онога што је раније писао. Најчешће се ради о Русији, а у њима је јасније видљива Балмонтова „словенска позлата“ коју је Инокентије Аненски једном поменуо.“ Такође је истакао да се његова особеност, која лежерно баца неке инспиративне, ријетко лијепе појединачне линије, испољила у емигрантском стваралаштву живо као и увијек. Пјесме као што су Дине борови и Руски језик, Бањиков је назвао „малим ремек-дјелима”. Критичари су истакли да је представник „старије“ генерације руских симболиста, „живо закопан од многих као пјесник“, Балмонт тих година звучао је на нов начин; Азадовски је написао: „у његовим пјесмама више нема „пролазних“, већ искрених, дубоких осјећања: бијес, горчина, очај. Хировити „хирови” карактеристични за његово дјело, замјењују осјећања велике опште несреће, а претенциозну „љепоту” — строгост и јасноћа израза.“

### Еволуција погледа на свијет
У идеолошком и филозофском смислу, његов рани рад сматран је углавном споредним: његова фасцинација идејама „братства, части, слободе“ била је данак општем расположењу пјесничке заједнице. Доминантне теме његовог стваралаштва биле су хришћанско осјећање саосјећања, дивљење љепоти вјерских светиња (као у стиховима „Једна је љепота на свијету / Љубав, туга, одрицање / И добровољна мука / Христос распет за нас“). Неки критичари сматрају да је Балмонт, поставши професионални преводилац, пао под утицај литературе коју је преводио. Постепено, „хришћанско-демократски“ снови о свијетлој будућности почели су да му се чине застарелим, хришћанство је изгубило некадашњу привлачност, дјела Фридриха Ничеа, дјела Хенрика Ибсена са својим живописним сликама („куле“, „изградња“, „успон” у висине) наишли су на топли одјек и мир у души. Валериј Брјусов, кога је Балмонт упознао 1894. године, записао је у свом дневнику да је Балмонт „Христа назвао лакејем, филозофом за сиромашне“.
Он је суштину свог новог погледа на свијет изнио у есеју На висини, објављеном 1895. године, гдје је написао:
| „                                    | Не, не желим да плачем заувијек. Не, желим да будем слободан. Ослобођен слабости треба да буде онај ко жели да стане на врх. Уздићи се у висину значи бити изнад себе. Пењање је поновно рођење. Знам да не можеш увијек бити на врху. Али вратићу се људима, сићи ћу да испричам оно што сам горе видио. Својевремено ћу се вратити напуштеном, а сада да загрлим самоћу на тренутак, дај да удахнем слободан вјетар! | ” |
| — Константин Балмонт На висини 1895. | |   |

Његовом поезијом почеле су да доминирају „демонске“ идеје и расположења, која су га постепено обузимала у стварном животу. Александрова је истакла да је, након што се зближио са Пољаковим, добио значајна средства на располагању и кренуо у поход, чији су важан дио биле романтичне „побједе“, које су имале помало злокобну, паганску конотацију. Петровскаја, која је пала у зону привлачности Балмонтових „чари“, али је убрзо напустила под утицајем Брјусовљевих „поља“, написала је: „... Било је неопходно... или постати пратилац његове луде ноћи, бацајући све своје биће у ове монструозне ватре, све до здравља, или ићи до стања његових „жена мироносица“, понизно пратећи петама тријумфалне кочије, говорећи углас само о њему, удишући само тамјан његове славе и остављајући чак и своја огњишта, вољене и мужеве за ову велику мисију.“

„Демонска расположења у Балмонтовој поезији карактерише савремена критика пјесника на следећи начин: 
 Читава збирка вјештица, инкуба и сукуба ђавола, вампира који пузе из ковчега мртвих, монструозних крастача, химера итд. Са свим овим угледним друштвом, пјесник је у најближој комуникацији; вјерујте му, јер и сам је право чудовиште. Он не само да се „заљубио у своју развратност“, он се не састоји само од „тиграстих страсти“, „змијоликих осјећања и мисли“ — он је директни обожавалац ђавола:
Ако негдје, изван свијета

Неко мудар влада свијетом

Зашто је мој дух, вампир,

Сотона пјева и хвали.
Укуси и симпатије поклоника ђавола су најсатанскији. Заљубио се у албатроса, овог „морског и ваздушног пљачкаша“, због „бесрамности гусарских порива“, велича шкорпиона, осјећа духовну сродност са Нероном и „спаљеним Римом“. Воли црвено, јер је боја крви.“

— Енциклопедијски рјечник Брохауса и Ефрона о Балмонту.
Како је сам Балмонт доживљавао свој живот тих година, истакнуто је у његовој преписци са Брјусовим. Једна од сталних тема у писмима било је проглашавање сопствене посебности, уздизања изнад свијета. Он је такође осјетио ужас од онога што се дешавало; у једном писму, 15. априла 1902. године, написао је: „Валериј, драги, пиши ми, не остављај ме, тако сам измучен. Кад бих бар имао снаге да причам о моћи ђавола, о ликујућем ужасу који уносим у свој живот! Не желим више. Играм се са лудилом и лудило се игра са мном.“ У писму 26. јула 1903. описао је свој следећи сусрет са новом љубавницом — Еленом Цветковском, написавши: „Елена је дошла у Санкт Петербург. Видио сам је, али побјегао сам у јавну кућу. Волим јавне куће. Онда сам легао на под, у нападу хистеричне тврдоглавости. Онда сам поново побјегао у други храм суботе, гдје су ми многе дјевојке пјевале пјесме. Е. је дошла по мене и одвела ме потпуно избезумљеног у Мерекул, гдје сам неколико дана и ноћи био у паклу ноћних мора и сањарења, тако да су моје очи плашиле посматраче.”
Путовање по свијету на много начина га је ојачало у његовом одбацивању хришћанства. У једном писму које је послао Брјусову из Мексика, написао је: „проклети били освајачи који не штеде камен. Није ми жао унакажених тијела, није ми жао мртвих. Али да видите подлу хришћанску катедралу на мјесту древног храма гдје су се молили Сунцу, али да знате да она стоји на споменицима мистериозне умјетности закопане у земљу.“ Сматра се да је крајњу тачку његовог „пада у провалију” обиљежила збирка Зла чаролија, о чему је Борис Зајцев написао: „након тога је у његовом духовном развоју почео постепени повратак свијетлом почетку.“ Зајцев је, описујући његов поглед на свијет, написао: „наравно, самодивљење, недостатак осјећаја за Бога и своје маленкости пред Њим, али у њему је живјела нека врста сунца, свјетлост и природна музикалност.“ Зајцев га је сматрао „паганом, али обожаватељем свејтлости“, истичући: „у њему су биле праве руске црте... и он је сам био дирљив (у добрим временима).“
Политички преокрети и револуције у периоду од 1917. до 1920. довели су до корјенитих промјена у његовом погледу на свијет, што је изражено у збирци Сонети сунца, меда и мјесеца (1917), о чему је Александрова написао: „у њему је још много претенциозности, али још више духовне равнотеже, која се складно стапа у савршену форму сонета, а главно је да је јасно да пјесник више није растрган у бездан — он пипа пут ка Богу.“ Његов унутрашњи препород олакшало је и пријатељство са Шмељовим, које је настало у егзилу. Зајцев је истакао да је Балмонт, који је увијек пагански обожавао живот, његове радости и сјај, исповиједајући се прије своје смрти, оставио дубок утисак на свјештеника искреношћу и снагом покајања, написавши: „сматрао је себе за непоправљивог грешника коме се не може опростити.”

## Превођење
У писму Шошани Авиту од 13. августа 1924. године, написао је: „Могу да читам без потешкоћа на језицима — француском, енглеском, њемачком, шпанском, италијанском, шведском, норвешком, пољском, португалском и латинском.“ Спектар страних књижевности и аутора које је преводио био је широк. У периоду од 1887. до 1889. углавном се бавио преводима западноевропских пјесника — Хајнриха Хајнеа, Николауса Ленауа, Алфреда де Мизеа и Силија Придома. Након што је 1892. посјетио скандинавске земље, почео је да преводи дјела Георга Брандеса, Хенрика Ибсена и Бјернстјернеа Бјернсона.
У периоду од 1893. до 1899. године, објавио је у седам издања дјела Персија Бишеа Шелија у сопственом преводу са уводним чланком. Од 1903. до 1905. године, издавачка кућа Знание објавило је своје ревидирано и проширено издање у три тома. Умјетнички успјешнији и касније признати преводи уџбеника Едгара Алана Поа објављени су 1895. у два тома и касније укључени у сабрана дјела 1901.
Превео је девет драма Педра Калдерона (прво издање је објавио 1900); међу другим познатим преводилачким дјелима су Мачка Мур Ернста Хофмана (Санкт Петербург, 1893), Саломе и Балада о затвору у Редингу Оскара Вајлда (Москва, 1904). Преводио је и шпанске пјеснике и драмске писце — Лопеа де Вегу и Тирса де Молина, енглеске пјеснике, прозаисте и драмске писце — Вилијема Блејка, Оскара Вајлда, Џорџа Гордона Бајрона, Алфреда Тенисона, Џона Милтона, као и пјесме Шарла Бодлера. Његови преводи Хорнове Историје скандинавске књижевности (1894) и Гаспаријеве Историје италијанске књижевности (1895-1997), сматрају се значајним за књижевну критику. Под његовим уредништвом објављени су радови Герхарта Хауптмана (1900. и касније), дјела Хермана Зудермана (1902-1903) и Мутерова „Историја сликарства” (1900-1904). Проучавао је грузијски језик послије путовања у Грузију 1914. године, након чега је превео пјесму Шоте Руставелија — Витез у тигровој кожи, коју је сматрао најбољом љубавном пјесмом икада написаном у Европи, написавши за њу да је „огњени мост који спаја небо и земљу“. Након посјете Јапану 1916. године, преводио је танку и хаику од разних јапанских аутора, од античких до модерних. Године 1912. објављен је његов превод са санскрита пјесме индијског пјесника и патријарха будизма — Ашвагоше, под називом Будачарита.
Критичари нијесу све његове радове високо оцијенили. Критиковали су његове преводе Ибсена (Авети), Хауптмана (Ганеле, Потопљено звоно) и Витмана (Изданци траве). Анализирајући преводе Шелија које је направио Балмонт, Корнеј Чуковски је настало „ново лице“, полу-Шели, полу-Балмонт, назвао Шелмонт. За превод Енциклопедијског рјечника Брохауса и Ефрона, наведено је да се „чињеница јединог превода неколико десетина хиљада римованих пјесама пјесника, сложених и дубоких као Шели, може назвати подвигом на пољу руске пјесничке преводилачке литературе.“
О његовом превођењу, Волошин је написао: „Балмонт је преводио Шелија, Едгара Алана Поа, Калдерона, Волта Витмана, шпанске народне пјесме, мексичке свете књиге, египатске химне, полинезијске митове, Балмонт зна двадесет језика, Балмонт је преводио читаве библиотеке Оксфорда, Париза, Мадрида, Брисела ... Све ово није тачно, јер су дјела свих пјесника за њега била само огледало, у коме је видио само одраз свог лица у различитим оквирима, од свих језика створио је један — свој, а сива прашина библиотека на његовим свијетлим крилима Аријела, претвара се у преливајућу прашину лептирових крила.“
Наведено је да он никада није тежио прецизности у преводима, да му је било важно да пренесе дух оригинала, како га је осјећао. Он је упоређивао превод са „одразом“ и вјеровао је да би могао да буде љепши и сјајнији од оригинала, написавши: „дати умјетничку еквивалентност у преводу никада није немогућ задатак. Умјетничко дјело је, у својој суштини, појединачно и јединствено у свом лицу. Може се дати само нешто што се више или мање приближава. Некад даш тачан превод, али душа нестане, некад даш слободан превод, али душа остане. Понекад је превод тачан и душа остаје у њему. Али, уопштено говорећи, поетски превод је само ехо, одговор, одјек, одраз. По правилу, ехо је лошији од звука, ехо само дјелимично репродукује глас који га је пробудио, али понекад, у планинама, у пећинама, у засвођеним замцима, ехо који настане, седам пута ће пјевати твој усклик, седам пута еха је љепше и јаче од звука. То се дешава понекад, али веома ријетко, и то са пјесничким преводима. А одраз је само нејасан одраз лица. Али са високим квалитетима огледала, када се нађу повољни услови за његов положај и освјетљење, лијепо лице у огледалу постаје љепше и блиставије у свом рефлектованом постојању. Ехо у шуми је једна од најбољих чари.“
Увијек је третирао Русију као саставни дио свесловенског свијета, а у једном писму Анучину 1912. године, написао је: „Ја сам Словен и бићу“. Волио је Пољску и преводио је доста дјела са пољског језика, а посебно дјела Адама Мицкјевича, Станислава Виспјанског, Зигмунта Красинског, Болеслава Лешмијана, Јана Каспровича и Јана Лехона, док је сам писао много о Пољској и њеној поезији. Касније, током 1920-их, преводио је чешку поезију (Јарослав Врхлицки, 1928), бугарску („Златни сноп бугарске поезије. Народне пјесме“, 1930), српску, хрватску и словачку. Сматрао је да је Литванија повезана са словенским свијетом и почео је да преводи литванске народне пјесме које 1908. године. Међу пјесницима које је преводио били су Петрас Бабицкас, Миколас Ваиткус и Лудас Гира, са којим је био близак пријатељ. Његова књига Поларна свјетлост. Пјесме о Литванији и Русији, објављена је 1931. у Паризу.
До 1930. превео је Слово о Игоровом походу на савремени руски језик, посветивши свој рад професору Николају Кулману. Сам професор је у чланку „Судбина приповјетке Слово о Игоровом походу“, објављеном у истом броју часописа Русија и словенство, написао је: „Балмонт, за кога се испоставило да је ближи оригиналу него било који његови претходници, успио је да одрази у свом преводу концизност, јурњаву оригинала... да пренесе све боје, звукове, покрет којим је Слово тако богато, њену свијетлу лирику, величанственост епских дјелова.. . да осјетим у његовом преводу националну идеју Слова и љубав према отаџбини која је спалила свог аутора.“ Балмонт је говорио о раду са Кулманом на преводу приповјетке у чланку „Радост. (Писмо из Француске)”, објављено у часопису .

## Сјећања и критике о Балмонту
Од свих мемоариста, најљепше успомене на Балмонта имала је Марина Цветајева, која је написала:
| „                        | Када би ми дозволили да једном рјечју дефинишем Балмонта, ја бих, без оклијевања, рекла: Пјесник... Не бих то рекла ни о Јесењину, ни о Мандељштаму, ни о Мајаковском, ни о Гумиљову, ни о Блоку, јер сви су прозивали, било је нешто друго осим пјесника у њима. Мање-више, боље или горе, али нешто друго. У Балмонту, осим пјесника у њему, нема ничега. Балмонт — адекватан пјесник. На Балмонту, у сваком његовом гесту, кораку, ријечи — жиг — печат — звијезда пјесника. | ” |
| — Марина Цветајева 1994. | |   |

Такође је написала: „могла бих да проведем вечери причајући вам о живом Балмонту, чији сам одани очевидац имала срећу да будем деветнаест година, о Балмонту — потпуно несхваћеном и нигдје утиснутом... и цијела моја душа је пуна захвалности.“
У својим мемоарима, она је такође била критична према њему, посебно је говорила о нерускости његове поезије, написавши: „у руској бајци Балмонт није Иван Царевић, већ прекоморски гост, који распршује све дарове топлоте и мора пред царском кћерком. Увијек имам осјећај да Балмонт говори неки страни језик, који не знам, Балмонтов.” Чехов је о Балмонту написао: „чита веома смијешно, сломљеног гласа, тако да га је тешко разумјети.“
Борис Зајцев је о Балмонту из Москве рекао да је ексцентричан, размажен обожавањем, хировит, додавши: „али био је и сасвим другачији... тих, чак и тужан... Упркос присуству обожавалаца, држао се једноставно — без претварања.” Роман Гул је такође писао о московском периоду Балмонтовог живота, који је и према ријечима Балмонта и према ријечима других, био обиљежен монструозним стварима. Бунин је негативно писао о Балмонту, који је у њему видио човјека који у цијелом свом дугом животу није рекао ни једну ријеч у једноставности. Бунин је написао: „Балмонт је генерално био невјероватна особа. Човјек који је понекад многе одушевљавао својом дјетињастиним, неочекиваним наивним смијехом, који је, међутим, увијек био са неким демонским лукавством, човјек у чијој природи није било довољно пријетворне њежности, „слаткости“, на језику, али не ни много сасвим другачијег - дивље побуне, бруталне охолости, јавне дрскости. Био је то човјек који је цијелог свог живота био истински исцрпљен од нарцизма, био је опијен собом.”
Московско умјетничко позориште тражило је од Балмонта да преговара са Морисом Метерлинком да постави његову представу Плава птица. Балмонт је о томе писао Надежди Тефи: „дуго ме није пуштао унутра, а слуга је потрчао од мене до њега и нестао негдје у дубини куће. Најзад ме је слуга пустио у неку десету собу, потпуно празну. Дебели пас је сидио на столици. Метерлинк је стајао поред њега. Изнио сам приједлог Умјетничког позоришта. Метерлинк је ћутао. поновио сам. Он је наставио да ћути. Онда је пас залајао и ја сам отишао.“
У мемоарима Василија Јановског, Андреја Седиха и Ирине Одојевцеве, Балмонт у егзилу, приказан је као живи анахронизам. Мемоаристи су се, углавном, према њему односили само са људским симпатијама, негирајући умјетничку вриједност његових дјела из емигрантског периода. Пјесник Михаил Цетлин, после Балмонтове смрти, истакао је да оно што је урадио не би било довољно за један људски живот, већ за цијелу књижевност малог народа.“ Цетлин је написао: „пјесници нове генерације руске емиграције су обожавали Блока, открили су Аненског, вољели су Сологуба, читали су Ходасевича, али су били равнодушни према Балмонту. Живио је у духовној самоћи.“
Јевгениј Јевтушенко је написао 1995. године: „Балмонт је имао доста кокетног празног звучног писања, „љепоте“. Међутим, поезија је била његова права љубав и служио је само њој — можда превише свјештенички, опијен тамјаном који сам пали, али несебично.“ Надежда Тефи је написала: „има добрих пјесама, одличних пјесама, али пролазе, умиру без трага. И има пјесама које дјелују банално, али у њима постоји извјесна радиоактивност, посебна магија. Ови стихови живе. Такве су биле неке од Балмонтових пјесама.“

### Балмонт о претходницима и савременицима
Балмонт је Калдерона, Вилијама Блејка и Едгара Алана Поа, кога је означио као најистакнутијег симболисту, назвао својим симболистичким претходницима. Написао је да у Русији симболизам долази од Афанасија Фета и Фјодора Тјутчева. Од савремених руских симболиста, истакао је Вјачеслава Иванова, пјесника за кога је написао да умије да споји дубока филозофска расположења са изузетном љепотом форме, Јургиса Балтрушајтиса, Сергеја Городецког, Ану Ахматову, коју је изједначио са Миром Лохвицкајом, као и Фјодора Сологуба, кога је назвао „најатрактивнијим савременим писцем и једним од најталентованијих пјесника“.
Критички је говорио о футуризму, написавши: „футуристичку ферментацију која се везује за нека нова имена сматрам манифестацијом унутрашњег рада у потрази за излазом и, углавном, манифестацијом тог блиставог, неукусног, рекламног американизма који је обиљежио читав наш сломљени руски живот.“ У другом интервјуу, говорио је оштрије о том тренду, изјавивши:
| „                                    | Оно што ја знам из футуристичке књижевности је толико неписмено да је немогуће говорити о футуризму као о књижевном правцу. Нијесам ништа извукао из руског футуризма: он садржи биједне покушаје, паушалне и арогантне говоре и непрекидне скандале. У Италији је футуризам умјерен, јер се тамо намеће печат заокружености свим токовима у умјетности... Руски футуристи се „мајмунишу“ са италијанским футуризмом. Руски језик се још увијек развија и још увијек није завршен. Тренутно доживљавамо прекретницу. Футуризам је занимљив само у једном погледу. Он је живописан гласноговорник онога што се дешава пред нашим очима. | ” |
| — Балмонт у интервјуу часопису 1914. | |   |

Када је говорио о руским класицима, навео је Достојевског, јединог руског писца, уз Пушкина и Фета, који су на њега извршили снажан утицај. Године 1914. изјавио је о Достојевском: „истина, у последње вријеме сам се удаљио од њега: мени, који вјерујем у соларну хармонију, његова суморна расположења су постала туђа.“ Лично се састао са Лавом Толстојем, а о утисцима са састанка, написао је: „то је као неиспричана исповијест.“ Године 1914. изјавио је: „не волим Толстоја као романописца, а још мање га волим као филозофа.“ Међу њему по духу најближим класичним писцима, навео је Гогоља и Тургењева; од савремених белетристичара, истакао је да је Борис Зајцев био запажен као писац „са суптилним расположењима“.

#### Балмонт и Мира Лохвицкаја
У Русији, прије емигрирања, имао је двоје блиских људи. О једном од њих — Валерију Брјусову, писао је као о „јединој особи која му је потребна“ у Русији. Јекатерина Андрејева је написала: „када смо Балмонт и ја отишли у иностранство послије вјенчања, почела је преписка између пјесника и Балмонту је од свих пријатеља највише недостајао Брјусов. Често му је писао и нестрпљиво је чекао његова писма.“ Његов долазак у Москву завршио се препирком између њих двојице. Андрејева је у својим мемоарима написала: „имам разлога да мислим да је Брјусов био љубоморан на своју жену, Јоану Матвејевну, на Балмонта, који, пошто је био опчињен њоме, није, као и увијек, мислио да сакрије своје одушевљење било од његове жене или од мужа ... Али не могу да тврдим." Истраживачи су сматрали да је још једна жена постала камен спотицања у вези између њих двојице, коју Андрејева није жељела да спомиње у својим мемоарима.
Мира Локхвицкаја је постала друга Балмонтова блиска пријатељица крајем 1890-их. Детаљи њиховог личног односа су недокументовани: једини сачувани извор су сопствене исповијести двоје пјесника у стиховима, објављене у току отвореног или прикривеног дијалога који је трајао скоро деценију. Они су се срели вјероватно 1895. године на Криму. Локхвицкаја, удата жена са дјецом и у то вријеме познатија пјесникиња од Балмонта, прва је започела поетски дијалог, који се постепено развио у буран „роман у стиховима“. Поред директних посвета, истраживачи су накнадно открили многе „полу“ пјесме, чије је значење постало јасно тек када се упореде (Балмонт: „...Сунце прави свој досадан пут. Нешто спрјечава срце да дише...“ — Лохвицкаја : "Зимско сунце направило је сребрну стазу. Срећан - ко може да се одмори на слатком сандуку ...“
Послије три године, Лохвицкаја је почела свјесно да довршава платоновски роман, схватајући да у стварности не може да буде његовог наставка. С њене стране, пјесма У саркофагу (у духу Анабел Ли) постала је нека врста знака раскида, са стиховима: „Сањала сам да дремамо у саркофагу, / Слушајући како сурф бије талас о камење. / И наша имена горела у дивној саги / Двије звијезде се спојиле у једну". Балмонт је написао неколико одговора на ову пјесму, а један од најпознатијих је пјесма Нераздвојни, са стиховима:; „...Лешеви смрзнути, живјели смо у свијести клетве, / Шта је у гробу - у гробу! - ми смо у одвратној пози загрљаја...“)
Александрова је истакла да је Лохвицкаја направила избор човјека 19. вијека: избор дужности, савјести, одговорности пред Богом; Балмонт је направио избор 20. вијека: „најпотпуније задовољење растућих потреба”. Његови стиховни апели нису престајали, али су искрена признања у њима уступила мјесто пријетњама. Здравствено стање Лохвицкаје се погоршало, појавили су се проблеми са срцем, наставила је да одговара на Балмонтове нове пјесме са „болном постојаношћу“. Та снажна, али у исто вријеме деструктивна веза, која је оба пјесника гурнула у дубоку личну кризу, прекинута је раном смрћу Лохвицкаје 1905. године. Њена књижевна романса са Балмонтом остала је једна од најмистериознијих појава руског књижевног живота на почетку 20. вијека. Дуги низ година, Балмонт је наставио да се диви пјесничком таленту своје вољене која је рано умрла и рекао је Ани Ахматовој да је прије сусрета са њом познавао само двије пјесникиње: Сафо и Миру Лохвицкају.

#### Балмонт и Максим Горки
Дописно познанство са Максимом Горким догодило се 10. септембра 1896. године, када је Горки у фељтону циклуса „брзе биљешке”, који је објавио часопис Нижегородским листком, први пут говорио о Балмонтовим пјесмама. Поредећи ауторе збирке У бескрају Балмонта и Изван граница Зинаиде Гипијус, Горки је иронично истакао да обоје иду „преко граница, у поноре свијетле неизмјерности“. Временом, мишљење Горког о Балмонту почело је да се мијења; волио је пјесме као што су Смит, Албатрос и Сјећања на једно вече у Амстердаму, а оставио је другу рецензију о њему у истим новинама 14. новембра 1900. године. Заузврат, Балмонт је пјесме Вјештица, Прољеће и Биље поред пута, објавио са посветом Горком у часопису .
Њих двојица су се први пут срели у јесен 1901. године, на Јалти. Заједно са Чеховом, отишли су у Гаспру да виде Лава Толстоја, који је тамо живио. У једном од својих писама, Горки је написао: „упознао сам Балмонта. Овај неурастеничар је ђаволски занимљив и талентован!” Горки му је приписао заслуге за то што је он, како је сматрао, „проклео, полио отров презира... немирни, бесциљни живот, пун кукавичлука и лажи, прекривен избледјелим ријечима, досадан живот полумртвих људи“. Балмонт је, заузврат, истакао да цијени Горког због тога што је „потпуна снажна личност... птица пјевачица, а не мастиљаста душа“. Почетком 1900-их, Горки се, по сопственим ријечима, обавезао да га штимује „на демократски начин“. Привукао је Балмонта да учествује у издавачкој кући Знание, бранио га је када је штампа почела да исмијава његове револуционарне хобије и сарадњу са бољшевичким публикацијама. Балмонт, који је неко вријеме подлегао „штимовању“, написао је 1901. године: „све вријеме сам био искрен са вама, али пречесто непотпун. Како ми је тешко да се одједном ослободим — и од лажног и од тамног и од своје склоности ка безумљу, ка претјераном лудилу.“ Ипак, није било стварног зближавања између Горког и Балмонта. Временом, Горки је све критичније говорио о Балмонтовом дјелу; истакао је да је у његовој поезији све усмјерено ка звучности на штету друштвених мотива, написавши: „шта је Балмонт? Овај звоник је висок и шарен, а звона на њему сва мала... Није ли вријеме да се звони на велика?“ Сматрао је Балмонта мајстором језика, написавши касније: „велики пјесник, наравно, али роб ријечи које га опијају.“
До коначног раскида између њих двојице дошло је након одласка Балмонта у Француску 1920. године. До краја деценије, испоставило се да је главни фокус његовиха оптужби у вези са кршењем права и слобода у Совјетској Русији био усмјерен на Горког. Емигрантске новине Возрождение,  и За свободу, објавиле су његов чланак под називом „Буржуј Пешков. Под псеудонимом: Горки“, уз оштру критику писца. У свом поетском „Отвореном писму Горком” написао је: „Бацио си камен у лице домородаца. / Твоја издајничка злочиначка рука / Свој гријех на сељачка плећа полаже...“ а завршио је питањем: „...А ко је јачи у вама: слијепац или само лажов?“ Горки је изнио озбиљне оптужбе против Балмонта, који је, према његовој верзији, написао циклус лоших псеудо-револуционарних пјесама под називом Срп и чекић, искључиво да би добио дозволу да путује у иностранство, а постигавши своје, прогласио се непријатељем бољшевизма и дозволио себи „исхитрене“ изјаве, које су имале кобан утицај на судбину многих руских пјесника, који су се тих дана узалуд надали да ће добити дозволу да оду: међу њима су били Бели, Блок и Сологуб. Горки је у полемичком жару говорио о Балмонту као о глупој особи и, због алкохолизма, не сасвим нормалној, написавши: „као пјесник, аутор је једне, заиста лијепе књиге пјесама Будимо као сунце. Све остало код њега је врло вјешта и музичка игра ријечи, ништа више.

#### Балмонт и Иван Сергејевич Шмељов
Крајем 1926. Балмонт се зближио са Иваном Сергејевичем Шмељовим, а пријатељство је трајало до његове смрти. Прије револуције, припадали су супротним књижевним таборима: „декадентном“ и „реалистичком“, нијесу имали ништа заједничко један са другим, али су у емиграцији, готово одмах, у својим протестима и јавним акцијама, почели да дјелују заједно.
Међу њима је било и несугласица. Шмељов није одобравао Балмонтов „космополитизам”, изјавивши му једном на забави: „ох, Константине Дмитријевичу, на крају крајева, имате Литванце и Финце, и Мексиканце. Та бар једна руска књига.” Балмонт се касније присјетио да му је, одговарајући на ово, показао руске књиге које су лежале у просторији, али је то на Шмељова имало мало утицаја; Балмонт је једном приликом написао: „он је узнемирен што сам вишејезичан и што волим више тога. Желио би да волим само Русију.“ Они су се расправљали више пута, посебно око чланка Ивана Иљина о кризи савремене умјетности, а Балмонт је написао: „он очигледно мало зна о поезији и музици ако... каже тако неприхватљиве ријечи о одличном дјелу једног генијалног и просвјећеног Скрјабина, чисто руског и високопросвјећеног Вјачеслава Иванова, блиставог Стравинског, класично чистог Прокофјева.”
Снажно духовно сједињење два наизглед потпуно различита човјека, објашњавало се темељним промјенама које су се током година емиграције догодиле у Балмонтовом погледу на свијет; он се окренуо хришћанским вриједностима које је дуго година одбацивао, а 1930. године, написао је:
| „                          | Када сам 1920. побјегао од сатанистичког ужаса избезумљене Москве... мој стари добри познаник, а понекад пријатељ, а понекад чак и друг, Иван Алексејевич Буњин, дошао ми је са лијепом рјечју... и, иначе, донио ми је „неисцрпну чашу“ Шмељова. Нејасно сам знао име Шмељова, знао сам да је талентован и ништа више. Отворио сам ову причу, „Нешто Тургењевско“, рекао сам. „Прочитајте“, рече Буњин неким тајанственим гласом. Да, прочитао сам ову причу. Читао сам је у различито вријеме, три и четири пута. Сада га читам на холандском. Овај пожар се не може угасити никаквом баријером. Ова свјетлост се незаустављиво пробија. | ” |
| — Балмонт за часопис 1930. | |   |

Подржавао је Шмељова, за кога се испоставило да је понекад био жртва скоро књижевних интрига, и на основу тога се посвађао са уредницима часописа Последние новости, који су објавили чланак Георгија Иванова, који је омаловажавао роман Љубавна прича. Бранећи Шмељова, Балмонт је написао: „од свих савремених руских писаца, он има најбогатији и најоригиналнији руски језик. његова неисцрпна чинија је у рангу са најбољим причама Тургењева, Толстоја и Достојевског и цијењена је, прије свега, у земљама навиклим да поштују умјетнички таленат и духовну чистоту.“
Током 1930-их, које су биле тешке за њега, пријатељство са Шмељовим остало је његова главна подршка. Дана 1. октобра 1933. године, Балмонт му је написао у писму: „пријатељу, да није било тебе, не би било најсвјетлијег и најљубазнијег осјећања у мом животу у последњих 8-9 година, не би било највјерније и најснажније духовне подршке и ослонца, током часова када је измучена душа била спремна да се сломи.“

## У музици
Међу руским композиторима који су његову поезију претворили у музику су Михаил Гњесин, Николај Мјасковски, Николај Обухов, Сергеј Прокофјев, Сергеј Рахмањинов, Максимилијан Штајнберг, Игор Стравински и Сергеј Танејев. Његов слободни руски превод Звона Едгара Алана Поа, био је основа за истоимену хорску симфонију Рахмањинова, оп. 35. Утицао је на Александра Скрјабина за његову композицију Poème de l’extase.

## Спомен обиљежја
- Године 1998. у Шуји, на кући у којој је Балмонт живио у периоду од 1876. до 1884. и на згради школе број 2, гдје је учио, постављене су спомен-плоче.[161][162]
- Од 2007. године, Књижевни и завичајни музеј Шуја носи име Константина Балмонта. Поред традиционалне изложбе, која открива историју његове домовине, музеј одражава судбину, креативност и насљеђе Балмонта.[163]
- На дан 12. маја 2011. откривен му је споменик у Виљнусу, у Литванији.[164]
- Балмонту је 29. новембра 2013. године отворена спомен-плоча у Москви у улици Болшој Николопесковски, кућа 15, зграда 1 (на кући у којој је живио последњих пет година прије одласка у иностранство). Архитекта: М. Корси, вајар: А. Таратинов. Рељеф на табли је урађен према портрету Валентина Серова 1905. године.[165]

- У подмосковском граду Красногорску, једна од улица носи назив Константин Балмонт.[166]
- У августу 2015. године у Москви је основана Фондација за јавне, културне и образовне иницијативе, под називом Константин Балмонт. Међу главним задацима Фондације је популаризација насљеђа изузетних личности руске културе, укључујући и оне незаслужено заборављене. Уз помоћ Фондације, објављена је књига о љубави и међусобно повезаном стваралаштву Балмонта и Лохвицкаје, под називом Летеће душе имају двоструки лет...: Поетска прозивка. Фондација је припремала програм јубиларних догађаја за 150. годишњицу рођења Балмонта 2017. године, одржавала је књижевне вечери и конкурсе, који су покренути од 15. јуна 2016. уз подршку Одјељења за рад и социјалну заштиту Москве, када је одржан конкурс „Читања Балмонта“. Фондација такође ради на пројекту стварања музеја о Балмонту.[167][168]
- Пјевачица Ана Вески, снимила је 1984. пјесму под називом Обећавам вам баште, која је заснована на стиховима Балмонта.[169]
- Године 2017. Банка Русије је издала сребрни новчић од двије рубље посвећен 150. годишњици Балмонтовог рођења.[170]
- Први руски споменик Константину Балмонту откривен је 2019. године у Шуји. Аутор скулптуре је Игор Владимирович Бичков, који је поријеклом из Шује.[171]

## Изабрани радови
| 1890—1917 - Збирка пјесама (Јарослављ, 1890.) - Под сјеверним небом (елегије, строфе, сонети) (Санкт Петербург, 1894.) - У пространству (Москва 1895. и 1896.) - Тишина. Лирске пјесме (Санкт Петербург, 1898.) - Горуће зграде. Лирика модерне душе (Москва 1900.) - Будимо као сунце. Књига симбола (Москва, 1903.) - Само љубав. Семитсветник (Москва, 1903.) - Литургија љепоте. Елементарне химне (Москва, 1905.) - Бајке (дјечје пјесме) (Москва 1905.) - Сабране пјесме (Москва 1905.) - Зле чини (Књига чаролија) (Москва, 1906.) - Пјесме" (1906.) - Жар птица (Москва, 1907.) - Литургија љепоте (елементарне химне) (1907.) - Пјесме Осветника (1907) - Три процвата (Позориште младости и љепоте) (1907.) - Само љубав (1908.) - Округла игра времена (Свегласност) (Москва 1909.) - Птице у ваздуху (пјевани стихови) (1908.) - Зелена башта (ријечи љубљења) (Санкт Петербург, 1909.) - Везе. Изабране пјесме. 1890-1912 (Москва, 1913.) - Бијели архитекта (Мистерија четири лампе) (1914.) - Пепео (Визија дрвета) (Москва, 1916.) - Сонети сунца, меда и мјесеца (1917; Берлин, 1921.) - Збирка лирике (књиге 1-2, 4-6. Москва, 1917-1918.) | 1920—1937 - Прстен (Москва, 1920.) - Седам пјесама (Москва, 1920.) - Изабране пјесме (Њујорк, 1920.) - Соларна нит. Изборник (Москва, 1890-1918.) - Гамајун (Стокхолм, 1921.) - Дар земљи (Париз, 1921.) - Свијетли час (Париз, 1921.) - Пјесма радног чекића (Москва, 1922.) - Зелено (Париз, 1922.) - Под новим српом (Берлин, 1923.) - Моје — њој (Русија) (Праг, 1924.) - У раздвојеној даљини (Пјесма о Русији) (Београд, 1929.) - Саучесништво душа (1930.) - Поларна свјетлост (пјесме о Литванији и Русији) (Париз, 1931.) - Плава потковица (Пјесме о Сибиру) (1937.) - Свјетлосна служба (Харбин, 1937.) - Планински врхови (Москва 1904.) - Позиви антике. Химне, пјесме и планови старих (Санкт Петербург, 1909; Берлин, 1923.) - Змијско цвијеће („Путна писма из Мексика“, Москва, 1910.) - Морски сјај (1910.) - Сјај зоре (1912.) - Ивица Озириса (Египатски есеји; Москва, 1914.) - Поезија је као магија (Москва, 1915.) - Лаки звук у природи и Скрјабинова свјетлосна симфонија (1917.) - Гдје је моја кућа? (Париз, 1924.) |  |

### Преводи Балмонтових дјела на стране језике
- Гамеланг, на малајски превео Виктор Погадајев